# 4389 Дурбін
4389 Дурбін  (4389 Durbin) — астероїд головного поясу, відкритий 1 квітня 1976 року.
Тіссеранів параметр щодо Юпітера — 3,276.